# Svjetska unija Libertas 5775
Svjetska unija suverenih loža "Libertas 5775" (engl. World Union of Sovereign Lodges – Libertas 5775), kraće Svjetska unija "Libertas 5775" (engl. World Union Libertas 5775), je međunarodni savez slobodnih zidara koja okuplja velike lože kontinentalnoga ustroja.

## Povijest
Krajem 2019. i početkom 2020. godine dolazi do sukoba i podjela u Velikom orijentu Hrvatske poslije čega, utemeljitelj i prvi veliki majstor Velikog orijenta, Zoran Vojnić Tunić napušta tu obedijenciju. Tako on u siječnju 2020. godine osniva Veliku suverenu ložu Hrvatske "Libertas A.D. 1775". Godinu dana nakon osnivanja Velika suverena loža s još dvije velike lože, Velikom ložom "Nikola Tesla" iz Srbije i Velikim orijentom Bosne i Hercegovine, 28. siječnja 2021. godine u Zagrebu osniva Svjetsku uniju suverenih loža "Libertas 5775", dok je za prvog predsjednika ove unije izabran Vojnić Tunić. Tri mjeseca kasnije ove tri velike lože s drugim obedijencijama iz Hrvatske, Srbije, Mađarske i Sjeverne Makedonije, 19. ožujka, u Sarajevu potpisuju Deklaraciju o osnivanju i suverenitetu (engl. Declaration of the Foundation and Sovereignty) kojom se obvezuju na očuvanje masonskog sustava, starih tradicija i učenja uspostavljenih 1775. godine u tzv. Draškovićevim opservancijama, te uvode pravila i načela na kojima počiva ova unija.
U srpnju 2021. godine, Velika suverena loža je imala kampanju na platformi za skupno financiranje Indiegogo u kojoj je prikupljala novce za izradu jedne mobilne aplikacije. U listopadu iste godine ova mobilna aplikacija je predstavljena javnosti pod nazivom "Masonska putovnica" (engl. Masonic Passport). Ova mobilna aplikacija je neaktivna od početka 2023. godine.
Početkom 2022. godine pokrenuta je i online platforma "Digitalno slobodno zidarstvo" (engl. Digital Freemasonry), što je sve potvrđeno usvajanjem Deklaracije o utemeljenju i temeljnim načelima digitalnog slobodnog zidarstva 19. ožujka 2022. godine u Novom Sadu. Nakon toga pokrenuto je i tržište NFT-ovima. U ožujku 2023. godine u Zagrebu je organiziran prvi digitalni slobodnozidarski summit.

## Struktura

### Osnivači
Svjetsku uniju Libertas je u siječnju 2021. godine osnovalo sedam velikih loža:
1. Velika suverena loža Hrvatske "Libertas A.D. 1775"
2. Velika loža "Nikola Tesla"
3. Veliki orijent u Bosni i Hercegovini
4. Velika loža "Hilandar"
5. Velika loža Mađarske
6. Velika regularna loža kralja Dmitra Zvonimira
7. Velika suverena loža Makedonije

### Alijanse
Pod zaštitom Svjetske unije osnovane su alijanse velikih suverenih loža u nekoliko zemalja s ciljem povezivanja velikih loža u tim zemljama. Tako su osnovane: Alijansa velikih suverenih loža Hrvatske, Alijansa velikih suverenih loža Bosne i Hercegovine, Alijansa velikih suverenih loža Srbije, Alijansa velikih suverenih loža Mađarske (mađa. Magyarország Szuverén Nagypáholyainak Szövetségében), Alijansa velikih suverenih loža Poljske (poljs. Sojusz Wielkich Loż Suwerennych Polski), Alijansa velikih suverenih loža Sjedinjenih Država (engl. Alliance of Grand Sovereign Lodges of United States of America) i Alijansa velikih suverenih loža Australije (engl. Alliance of Grand Sovereign Lodges of Australia).

### Velike lože u Hrvatskoj
Pod okriljem ove svjetske unije u Hrvatskoj djeluju ili su djelovale sljedeće velike lože:
- Velika suverena loža Hrvatske "Libertas A.D. 1775" (od 2020.)
- Velika regularna loža kralja Dmitra Zvonimira  (2020. – 2023.)
- Velika suverena loža Hrvatske "Grof Drašković"  (od 2022.)

Do ožujka 2024. godine nije zabilježeno da je ijedna od ove tri organizacije pod svojim imenom registrirana kao neprofitna nevladina udruga što je slučaj s drugim velikim ložama u Hrvatskoj.

## VSLH Libertas A.D. 1775
Velika suverena loža Hrvatske "Libertas A.D. 1775" je mješovita velika loža osnovana u siječnju 2020. godine. Nosi naziv po prvoj samostalnoj velikoj loži osnovanoj na tlu Hrvatske 1775. godine. Osnovali su je članovi koji su izašli iz Velikog orijenta Hrvatske, predvođeni Zoranom Vojnić Tunićem, osnivačem i prvim velikim majstorom Velikog orijenta. 
Ova velika loža okuplja četiri lože, dvije u Zagrebu te po jedna u Osijeku i Dubrovniku:
- Loža "Ban Josip Jelačić", Zagreb – nosi naziv po grofu Josipu Jelačiću, hrvatskom banu od 1848. do 1859. godine; nekadašnja loža br. 1 Velikog orijenta Hrvatske.
- Loža "Stup mudrosti", Zagreb
- Loža "Stup snage", Osijek
- Loža "Stup ljepote", Dubrovnik

Veliki majstor ove velike lože od osnivanja je Zoran Vojnić Tunić.
Velika loža je članica Vrhovnog vijeća velikih loža Balkana, kao i jedan od suosnivača ovog vrhovnog vijeća 2023. godine. Ovo vrhovno vijeće je nadležno za upravljenje visokim stupnjevima Drevnog i prihvaćenog škotskog obreda.

## VSLH Grof Drašković
Velika suverena loža Hrvatske "Grof Drašković", sreaćeno VSLHGD, je mješovita velika loža osnovana 18. ožujka 2022. godine u Zagrebu. Nosi naziv po grofu Ivanu Draškoviću (1740. – 1787.), najzaslužnijim za pojavu organiziranoga slobodnog zidarstva u Hrvatskoj u 18. stoljeću.
Ova velika loža okuplja tri lože:
- Loža "Jacobus", Zagreb – nosi naziv po masonskom pseudonimu grofa Ivana Draškovića.
- Loža "Hieronymus", Zagreb – nosi naziv po latinskoj formi imena Jeronim te masonskom pseudonimu grofa Stjepana Niczkog.
- Loža "Kraljica Jelena", Zagreb – nosi naziv po Jeleni Slavnoj, hrvatskoj kraljici te supruzi kralja Mihajla Krešimira II.

Na razini plave lože u ovoj velikoj loži radi se Schröderov obred, a za više stupnjeve Velika loža nema potpisanih konkordata s pridruženim tijelima i redovima.

## VRL kralja Dmitra Zvonimira
Velika regularna loža kralja Dmitra Zvonimira, skraćeno VRLKDZ, bila je mješovita velika loža koja je radila od početka 2020. do kraja 2023. godine. Nosila je naziv po Dmitru Zvonimiru, hrvatkom vladaru iz 11. stoljeća.
Loža "Kralj Dmitar Zvonimir" je osnovana u Zagrebu pod zaštitom kontroverzne Velike lože "Nikola Tesla" iz Srbije. Velika regularna loža kralja Dmitra Zvonimira je osnovana 25. siječnja 2020. godine u Zagrebu, no i dalje djeluje u sklopu mreže Velike lože "Nikola Tesla". Do konačnog razlaza ove dvije velike lože dolazi 2. kolovoza 2021. godine. U prosincu 2023. godine dolazi do raspuštanja ove velike lože kao i svih loža pod njenom zaštitom, a većina članova prelazi u jednu veliku ložu u Sloveniji.
Pod zaštitom ove velike lože radile su četiri lože, tri u Zagrebu i jedna u Samoboru:
- Loža "Kralj Dmitar Zvonimir", Zagreb
- Loža "Brezovica", Zagreb – nosi naziv po zagrebačkom naselju Brezovica, gdje se nalazi i Dvorac Drašković u kojem je 1775. godine formirana prva suverena velika loža u Hrvatskoj.
- Loža "Regnum Croatorum", Zagreb – nosi naziv po latinskom izrazu koji znači Kraljevstvo Hrvatska kojeg prvi put spominje knez Trpimir I. u svojoj povelji iz 852. godine.
- Loža "Jelena Lijepa", Samobor – ženska loža koja nosi naziv po Jeleni Lijepoj, ugarskoj princezi, hrvatskoj kraljici, supruzi kralja Dmitra Zvonimira, kćeri ugarskoga kralja Bele I. i sestri ugarskih kraljeva Gejze I. i Ladislava I. iz dinastije Arpadovića.

## Vanjske poveznice
- Digital Freemasonry
- Digital Freemasonry Membership
- VSLH Grof Drašković na Facebook-u
- Svjetska Unija "Libertas 5775" na amenkamen.com